# Catalpa ovata
Espèce

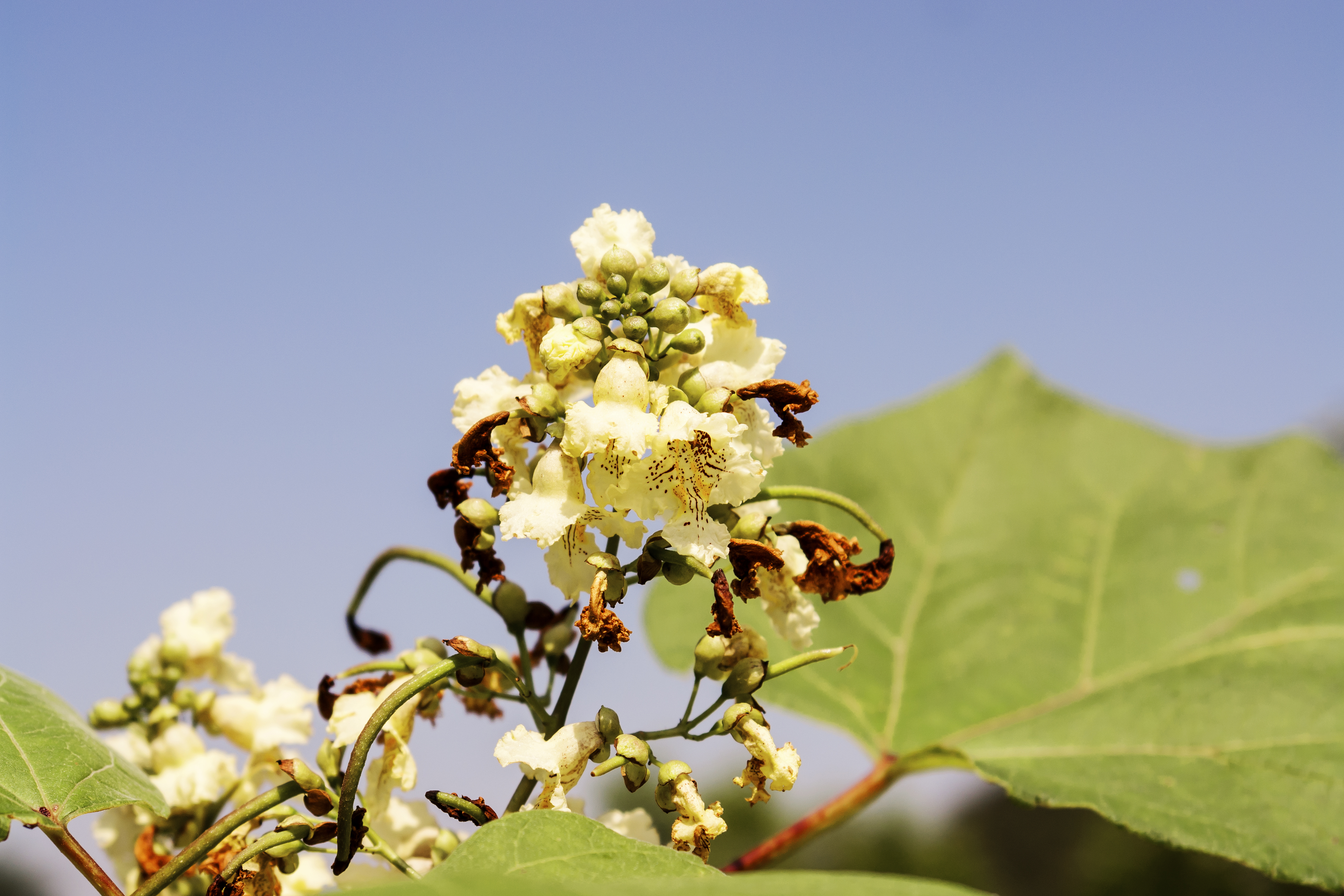

Catalpa ovata, le Catalpa de Chine ou Catalpa jaune, est une espèce de plantes à fleurs du genre Catalpa de la famille des Bignoniaceae. C'est un arbre originaire du bassin du fleuve Yangtsé en Chine et de la région au nord de celui-ci. Il se trouve aussi au Japon. C'est l'un des premiers arbres plantés dans la Chine ancienne. Il est connu comme le "Roi de tous les arbres / 百木之王". C. ovata est enregistré dans de nombreux livres anciens de Chine comme 尚書, 诗经 ou 山海经. C'est aussi l'un des bois de haute qualité les plus utilisés dans la Chine ancienne.

## Description
C. ovata mesure environ 15 mètres de haut, le tronc bien droit. Les feuilles sont largement ovales ou presque rondes, d'environ 25 cm de long. Bord entier, généralement trilobé, apex acuminé. Inflorescences paniculées, terminales, 12-28 cm de long.
La corolle est campanulée, jaune clair, avec 2 bandes jaunes et des taches violettes à l'intérieur, d'environ 2,5 cm de long et 2 cm de diamètre. La capsule est linéaire, de 20-30 cm de long et 5-7 mm d'épaisseur. Les graines sont villeuses. Les fleurs sont denses, les feuilles et fruits abondants.
L'exemplaire de C. ovata, situé dans le village de "潘家浜 Panjiabang", dans la ville de Jiaxing, la province du Zhejiang et ayant plus de 1 200 ans, a une hauteur de 22 mètres, une cime moyenne de 7 mètres et un tronc d'une circonférence de 338 centimètres.

## Usages et culture
Les Chinois de jadis avaient l'habitude de planter du Mûrier (桑) et du C. ovata (梓) dans leurs cours. C'est la raison pour laquelle "桑梓 Sangzi" a évolué plus tard en un terme tout fait au sens de "pays natal". Les gens cultivaient du mûrier pour l'élevage du ver à soie et du C. ovata pour fabriquer des ustensiles et des meubles. La boîte à armes sur le char de la fosse no 1 de l'Armée de terre cuite de Qin Shi Huang a été identifiée comme étant en bois de C. ovata. Résistant à la pourriture, à l'humidité et aux termites et contenant du parabène, un composant chimique antibactérien, le bois de C. ovata est un excellent matériau pour fabriquer des cercueils. Les cercueils en bois de C. ovata des anciens empereurs étaient appelés "梓宫palais C. ovata" ou "梓棺cercueil C. ovata". Des fouilles archéologiques en Chine ont confirmé que C. ovata était utilisé pour fabriquer des instruments de musique. Parmi les douze pièces de "瑟se" déterrées de la tombe du marquis Yi de Zeng, 10 ont été sculptées dans du bois entier de  C. ovata  et peintes de laque. Avant l'apparition de l'imprimerie à caractères mobiles en bois, chaque page imprimée devait tout d'abord être gravée sur du bois. Étant facile à graver et possédant de bonnes propriétés d'absorption et de libération d'encre, le bois de C. ovata était souvent utilisé en imprimerie. Aujourd'hui, alors que l'imprimerie est si différente, les gens utilisent encore "付梓/laisser à C. ovata" pour dire qu'un manuscrit est sur le point d'être imprimé. C. ovataest un bon matériau pour les colonnes de bâtiments, les 12 piliers de la Tour de Yueyang est en bois de C. ovata.